# شيلبي سميث
شيلبي سميث (بالإنجليزية: Shelby Smith)‏ هو سياسي أمريكي، ولد في 8 أغسطس 1927 في الولايات المتحدة. حزبياً، نشط في الحزب الجمهوري. وقد انتخب عضو مجلس نواب كنساس.